# Ronald Haver
Ronald Haver, född 14 januari 1939 i Oakland, Kalifornien, död 18 maj 1993 i Los Angeles, Kalifornien, var en amerikansk filmhistoriker.
Från 1960-talet arbetade han åt American Film Institute, och från början av 1970-talet arbetade han på Los Angeles County Museum of Art med att sätta ihop olika filmprogram. Han är mest känd för att 1983 ha lyckats restaurera filmen En stjärna föds med Judy Garland och James Mason.